# Blandainville
Blandainville ist eine französische Gemeinde mit 282 Einwohnern (Stand: 1. Januar 2022) im Département Eure-et-Loir in der Region Centre-Val de Loire. Blandainville gehört zum Arrondissement Chartres und ist Teil des Kantons Illiers-Combray.

## Geographie
Blandainville liegt etwa 19 Kilometer südwestlich von Chartres. Umgeben wird Blandainville von den Nachbargemeinden Magny im Norden und Nordwesten, Bailleau-le-Pin im Nordosten, Épeautrolles im Osten, Charonville im Südosten, Saint-Avit-les-Guespières im Süden und Südwesten sowie Illiers-Combray im Westen.
Das Gemeindegebiet wird vom Flüsschen Vallée de Paray und der Autoroute A11 durchquert.

## Bevölkerung
| Bevölkerungsentwicklung   | Bevölkerungsentwicklung | Bevölkerungsentwicklung | Bevölkerungsentwicklung | Bevölkerungsentwicklung | Bevölkerungsentwicklung | Bevölkerungsentwicklung | Bevölkerungsentwicklung | Bevölkerungsentwicklung |
| ------------------------- | ----------------------- | ----------------------- | ----------------------- | ----------------------- | ----------------------- | ----------------------- | ----------------------- | ----------------------- |
| Jahr                      | 1962                    | 1968                    | 1975                    | 1982                    | 1990                    | 1999                    | 2006                    | 2013                    |
| Einwohner                 | 318                     | 323                     | 268                     | 308                     | 200                     | 197                     | 259                     | 225                     |
| Quelle: Cassini und INSEE |                         |                         |                         |                         |                         |                         |                         |                         |

## Sehenswürdigkeiten

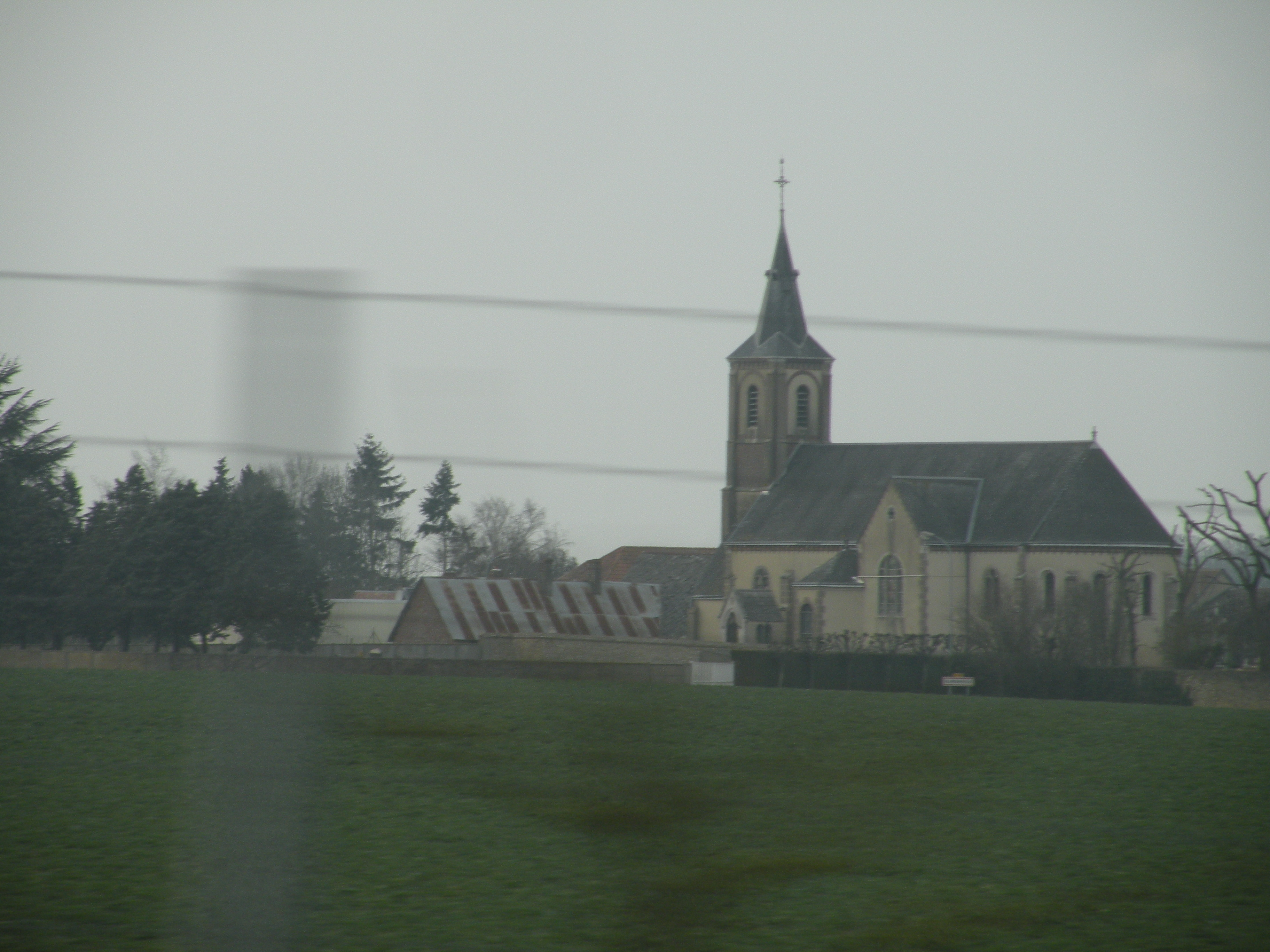
Kirche Saint-Aignan

- Kirche Saint-Aignan